# Wiedemannia rufipes
Wiedemannia rufipes är en tvåvingeart som först beskrevs av Oldenberg 1915.  Wiedemannia rufipes ingår i släktet Wiedemannia och familjen dansflugor.
Artens utbredningsområde är Rumänien. Inga underarter finns listade i Catalogue of Life.